# Hedworth Meux

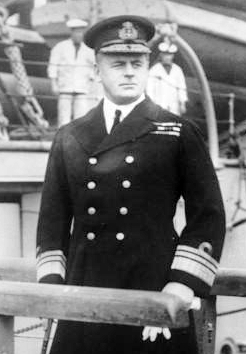
Hedworth Meux (1915)

Hon. Sir Hedworth Meux, GCB, KCVO (Geburtsname: Hedworth Lambton; * 5. Juli 1856 in London; † 20. September 1929 in Danebury, Stockbridge, Hampshire) war ein britischer Seeoffizier und zuletzt Flottenadmiral (Admiral of the Fleet) sowie Politiker der Conservative Party. Er war unter anderem zwischen 1908 und 1910 Oberkommandierender des Marinestützpunktes China (Commander-in-Chief, China Station) und von 1912 bis 1916 Oberkommandierender der Marinebasis Portsmouth (Commander-in-Chief, Portsmouth) war. Er war ferner zwischen 1916 und 1918 Mitglied des Unterhauses (House of Commons).

## Leben

### Familiäre Herkunft, Ausbildung und Verwendungen als Seeoffizier

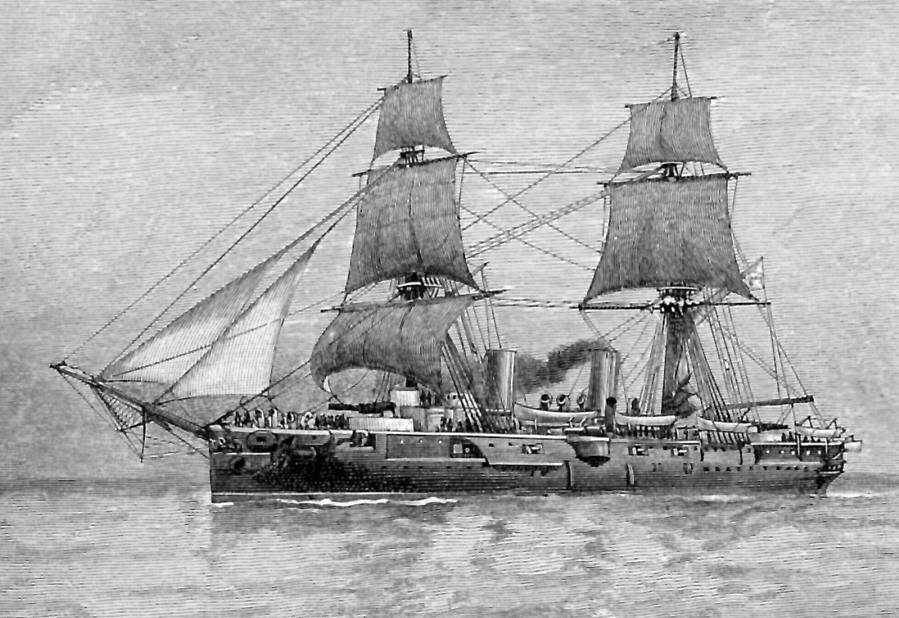
Als Captain war Lambton von Februar 1890 bis Juni 1893 Kommandant des Panzerkreuzers HMS Warspite.

Hedworth Lambton, dritter Sohn und eines von dreizehn Kindern von George Lambton, 2. Earl of Durham (1828–1879), und dessen Ehefrau Lady Beatrix Frances Hamilton (1835–1871), eine Tochter von James Hamilton, 1. Duke of Abercorn. Zu seinen Geschwistern gehörten Hon. John Lambton (1855–1928), der 1879 seinem verstorbenen Vater als 3. Earl of Durham folgte, sowie Hon. Frederick Lambton (1855–1929), der wiederum seinem älteren Zwillingsbruder 1928 als 4. Earl of Durham nachfolgte. Seine Schwester Lady Beatrix Louisa Lambton (1859–1944) war die Ehefrau von Sidney Herbert, 14. Earl of Pembroke, während seine Schwester Lady Katherine Frances Lambton (1862–1952) mit George Osborne, 10. Duke of Leeds verheiratet war. Sein Bruder William Lambton war Generalmajor und der zweite Ehemann von Lady Katherine de Vere Somerset, geborene Beauclerk und Tochter von William Beauclerk, 10. Duke of St Albans. Eine weitere jüngere Schwester, Lady Eleanor Lambton (1868–1959), war mit Robert Cecil, 1. Viscount Cecil of Chelwood verheiratet.
Er begann nach dem Besuch der 1645 gegründeten Cheam School 1870 als Naval Cadet eine Ausbildung zum Seeoffizier auf dem Kadettenschulschiff HMS Britannia. Er fuhr im Dezember 1871 auf der Fregatte HMS Endymion des Kanalgeschwaders (Channel Squadron) zur See und wurde dort im August 1874 unter Rear-Admiral Sir Beauchamp Seymour auf dessen Flaggschiff HMS Agincourt versetzt. Von März 1875 bis zur Beförderung zum Sub-Lieutenant am 20. September 1875 fand er Verwendung auf der Fregatte HMS Undaunted in Ostindien und diente daraufhin von Ende 1876 bis März 1879 unter Sir Geoffrey Hornby auf dem Panzerschiff HMS Alexandra, dem Flaggschiff der Mittelmeerflotte. Nachdem er am 27. Februar 1879 zum Lieutenant befördert worden war, kehrte er 1880 als Flaggleutnant (Flag Lieutenant) zu Sir Beauchamp Seymour auf die HMS Alexandra zurück, unter dem er während des Anglo-Ägyptischen Krieges am 11. Juli 1882 an der Bombardierung von Alexandria sowie im Anschluss an weiteren Operationen an der Küste Ägyptens teilnahm. Admiral Seymour sicherte sich, als er im März 1883 sein Kommando verließ, um dem Admiralitätsausschuss (Board of Admiralty) beizutreten, eine vorzeitige sogenannte „Holdown“-Beförderung seines Flaggleutenants am 10. März 1883 zum Commander. Nach seiner Rückkehr nach Hause wurde Lambton Adjutant (Aide-de-camp) von John Spencer, 5. Earl Spencer, des Lord Lieutenant of Ireland. Im Juli 1886 kehrte er als Kommandant (Commanding Officer) der Schaluppe HMS Dolphin ins Mittelmeer zurück und wurde im Februar 1888 zum Kommandanten der königlichen Yacht HMY Osborne ernannt, ein Posten, den er bis zu seiner Beförderung zum Captain am 30. Juni 1889 innehatte. Dort wurde ein Freund des Prince of Wales und späteren Königs Eduard VII. Im Anschluss war er von Februar 1890 bis Juni 1893 Kommandant des Panzerkreuzers HMS Warspite und damit zugleich Flaggkapitän von Rear-Admiral Charles Frederick Hotham, dem Oberkommandierenden des Marinestützpunktes Pazifischer Ozean (Pacific Station).

### Privatsekretär des Ersten Lords der Admiralität, Kommandant derHMS Powerfulund Zweiter Burenkrieg

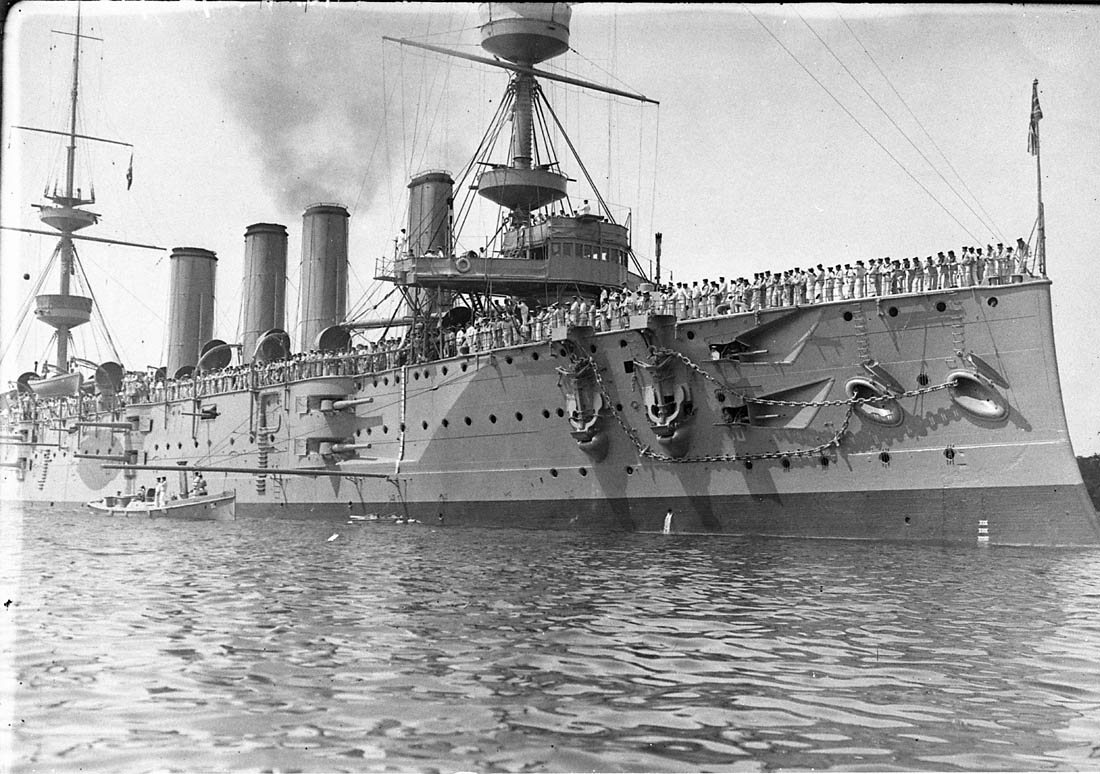
Im Juni 1897 wurde Lambton erster Kommandant des Geschützten Kreuzers Powerful, die mit ihrem Schwesterschiff, der Terrible, die größten Kriegsschiffe ihrer Zeit waren.

Nachdem John Spencer, 5. Earl Spencer, Erster Lord der Admiralität (First Lord of the Admiralty) wurde, ernannte dieser Lambton im Juli 1894 zu seinem Privatsekretär (Private Secretary to the First Lord of the Admiralty), ein Posten, den er auch unter Spencers Nachfolger, George Goschen, 1. Viscount Goschen, bis April 1897 behielt. Mehr als einmal riet Lambton dem Ersten Lord der Admiralität, Verabredungen und Vereinbarungen zu treffen, gegen die die Mitglieder des Admiralitätsausschusses (Lord Commissioner of the Admiralty) protestierten. Er war bei den Offizieren, mit denen er zu tun hatte, durch die Rücksichtslosigkeit, die er ihnen entgegenbrachte, nicht beliebt, obwohl er den meisten von ihnen im Rang und im Alter weit unterlegen war. Im Juni 1897 wurde er als erster Kommandant des Geschützten Kreuzers Powerful – die mit ihrem Schwesterschiff, der Terrible, die größten Kriegsschiffe ihrer Zeit waren – zum Marinestützpunkt China (China Station) versetzt. Er hatte dieses Kommando drei Jahre lang bis Juni 1900 inne.
Auf seiner Heimreise wurde Lambton im Oktober 1899 um 18:00 Uhr während der kritischen Zeit zu Beginn des Zweiten Burenkrieges nach Durban geschickt. Unterwegs besuchte er Mauritius und schiffte aus eigener Initiative das 2. Bataillon des South Yorkshire Regiment ein. Der Oberbefehlshaber in der Kolonie Natal General Sir George Stuart White, der die Truppen in der Belagerung von Ladysmith befehligte, hatte zuvor Nachrichten für die dringende Unterstützung mit stärkeren Waffen gesendet. Captain Percy Scott, der mit der HMS Terrible auf dem Weg zum Ersatz der HMS Powerful auf der China Station in der Kapkolonie angekommen war, improvisierte Feldwagen für Marinegeschütze. Kurz darauf traf Lambton mit einer Marinebrigade am 30. Oktober in Ladysmith mit vier langen 12-Pfündern und zwei 4,7-Zoll-Geschützen ein, gerade rechtzeitig, um seine Übergabe der Stadt an die belagernden Buren zu verhindern. Die Marinegeschütze, obwohl knapp an Munition, konterten die Artillerie der Buren während der gesamten Belagerung. Die Marinebrigade erhielt viel Presseberichterstattung und Lob: G. W. Steevens von der Daily Mail schrieb, dass „diese Handvoll Matrosen die Rettung von Ladysmith waren“ (‚this handful of sailors have been the saving of Ladysmith‘). Lambton war, in Whites Worten, „das Leben der Garnison“ (‚the life of the garrison‘) bis zu ihrer Ablösung am 28. Februar 1900. Lambton bei der Ankunft der HMS Powerful in England mit großer Begeisterung der Bevölkerung begrüßt und wurde am 13. März 1900 zum Companion des Order of the Bath (CB) ernannt.

### Erfolglose Unterhauskandidatur und Beförderung zum Flaggoffizier

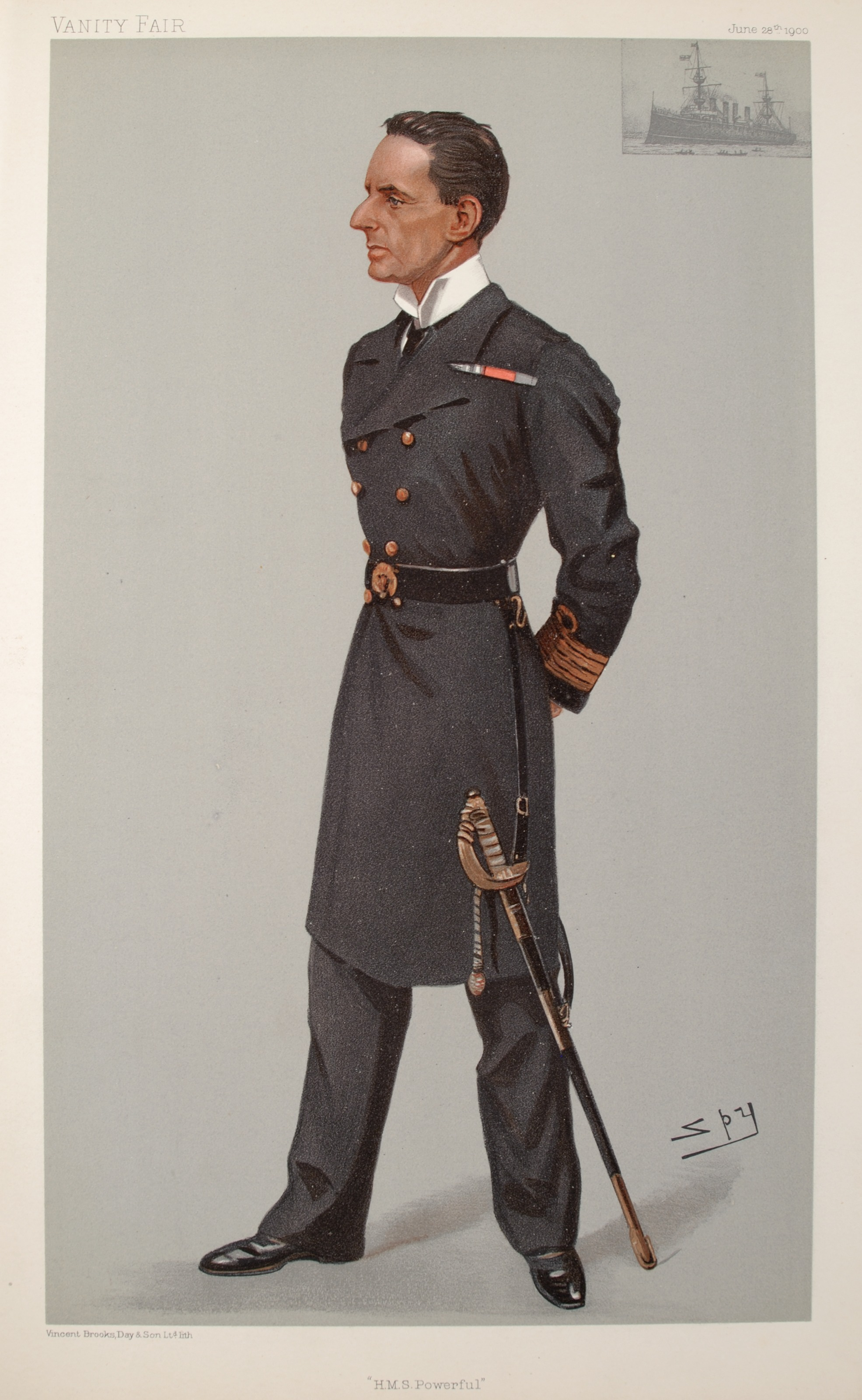
„Captain Hedworth Lambton“ (Karikatur von „Spy“ (Leslie Ward) im Magazin Vanity Fair, 28. Juni 1900).

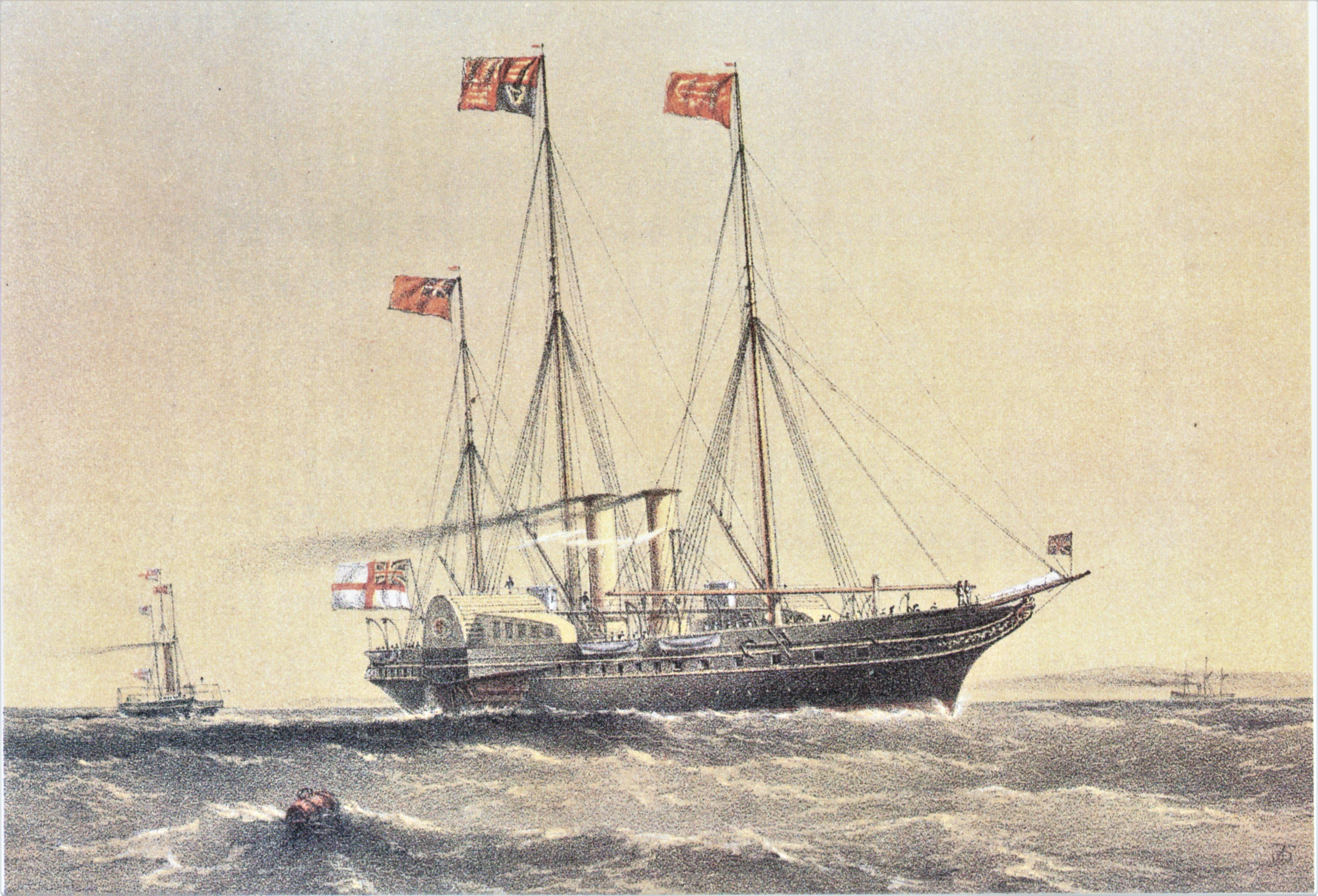
Lambton war zudem zwischen April 1901 und April 1903 Kommandant der königlichen Yacht HMY Victoria and Albert.

Mitte 1900 wurde Hedworth Lambton von Archibald Primrose, 5. Earl of Rosebery und seinem Bruder Lord Durham überredet, bei den allgemeinen Unterhauswahlen vom 23. September bis 24. Oktober 1900 als liberaler Kandidat für den Wahlkreis Newcastle upon Tyne anzutreten, aber er war erfolglos. Im April 1901 wurde er zum Flaggoffizier der Königlichen Yachten (Flag Officer Commanding, Royal Yachts) sowie zum Kommandanten der königlichen Yacht HMY Victoria and Albert ernannt und verblieb auf diesen Posten bis April 1903. Für seine Verdienste für die Königliche Familie wurde er am 16. August 1901 zum Commander des Royal Victorian Order (CVO) ernannt. Am 3. Oktober 1902 erfolgte seine Beförderung zum Rear-Admiral, woraufhin er im Juni 1902 Stellvertretender Kommandeur der Kanalflotte (Second-in-Command, Channel Fleet) wurde. Als solcher war er auf dem Einheitslinienschiff HMS Magnificent als seinem Flaggschiff bis Juni 1904 Stellvertreter von Admiral Lord Charles Beresford. Während dieser Zeit wurde er ein Verbündeter von Lord Charles Beresford in einem anhaltenden Streit zwischen Beresford und dem damaligen Zweiten Seelord und späteren Ersten Seelord Admiral Sir John Fisher über die Marinepolitik. Er kritisierte das Selborne-Fisher-Programm zur Offiziersausbildung. Dieses Programm bezieht sich auf einen Versuch von John Fisher, der 1903 vom Ersten Lord der Admiralität William Palmer, 2. Earl of Selborne genehmigt wurde, um die militärischen (exekutiven) und technischen Zweige der Royal Navy zu kombinieren. Das Hauptziel war es, die Kontrolle über die Bewegung eines Schiffes an die Seeoffizier zurückzugeben.
Lambton fungierte von November 1904 bis November 1906 mit dem zur Drake-Klasse gehörenden Panzerkreuzer HMS Leviathan als Flaggschiff als Kommodore des 3. Kreuzergeschwaders (3rd Cruiser Squadron) der Mittelmeerflotte. In der Polarisierung von Marineoffizieren in rivalisierende Gruppen, Fishers „Fischteich“ (‚fishpond‘) und Beresfords „Syndikat der Unzufriedenheit“ (‚syndicate of discontent‘), war Lambton – der zuvor mit Fisher befreundet war – ab 1906 ein Anführer der letzteren Gruppe. Am 16. April 1906 wurde er zum Knight Commander des Royal Victorian Order (KCV) geschlagen, so dass er fortan das Prädikat „Sir“ führte. Am 1. Januar 1907 erfolgte darüber hinaus seine Beförderung zum Vice-Admiral. Als Nachfolger von Vice-Admiral Sir Arthur Moore wurde er darauf im Januar 1908 zum Oberkommandierenden des Marinestützpunktes China (Commander-in-Chief, China Station) ernannt und verblieb in dieser Verwendung bis März 1910, woraufhin Admiral Sir Alfred Winsloe seine dortige Nachfolge antrat. Während dieser Zeit wurde er am 26. Juni 1908 auch zum Knight Commander des militärischen Zweiges des Order of the Bath (KCB) geschlagen.

### Annahme des Namens Meux, Oberkommandierender von Portsmouth und Erster Weltkrieg
Lambton kehrte im April 1910 nach Hause zurück und heiratete am 18. April 1910 Mildred Cecilia Harriet Cadogan, geborene Sturt (1869–1942), die dritte Tochter des ehemaligen konservativen Unterhausabgeordneten Henry Sturt, 1. Baron Alington (1825–1904), und Witwe von Henry Cadogan, Viscount Chelsea (1868–1908), dem zweiten Sohn von George Cadogan, 5. Earl Cadogan. Im 10. Juni 1910 übernahm er das Ehrenamt eines zusätzlichen Stallmeisters (Extra Equerry) von König Eduard VII. Im Dezember 1910 kam er aufgrund des Testament von Valerie Susie, Lady Meux (1852–1910), der Witwe des Brauereibesitzers Sir Henry Bruce Meux, 3. Baronet (1820–1900), zu einem großen Vermögen. Während des Zweiten Burenkrieges hatte Lady Meux, als sie von der Landung der Marinegeschütze zur Verteidigung von Ladysmith hörte, sechs 12-Pfünder der Marine auf Reisekutschen bestellt, die in Elswick hergestellt und an Lord Roberts in Südafrika geschickt werden sollten. Sie waren als Elswick-Batterie bekannt. Bei seiner Rückkehr nach England hatte Lambton Lady Meux aufgesucht, die Arbeit seiner Waffen in Ladysmith beschrieben und ihre patriotische Aktion gelobt, ähnliche Waffen an die Front zu schicken. Berührt von diesem Tribut, beschloss Lady Meux, nachdem sie viele Testamente gemacht hatte, Lambton zu ihrem Erben zu machen, unter der einzigen Bedingung, dass er seinen Familiennamen in Meux änderte. Dies tat er mit königlicher Lizenz (Royal Licence) im September 1911.
Meux wurde am 2. März 1911 zum Admiral befördert und später in diesem Jahr als Nachfolger von Admiral Sir Arthur Wilson als nächster Erste Seelord angesehen. Sein Freund und jetzige König Georg V. befürwortete zunächst seine Ernennung. Allerdings wurde der Fisher-Anhänger Admiral Sir Francis Bridgeman für den Posten des Ersten Seelords ausgewählt, und Meux blieb bis Juli 1912 auf Halbsold vom aktiven Dienst freigestellt, als er auf Wunsch von König Georg V. wollte, aber zum Zorn des ehemaligen Ersten Seelords John Fisher, 1. Baron Fisher, wiederum als Nachfolger von Admiral Sir Arthur Moore zum Oberkommandierenden der Marinebasis Portsmouth (Commander-in-Chief, Portsmouth) ernannt wurde. Er behielt diesen Posten bis März 1916 und wurde daraufhin von Admiral Sir Stanley Colville abgelöst. Am 3. Juni 1913 wurde ihm für seine langjährigen Verdienste auch zums Knight Grand Cross des militärischen Zweiges des Order of the Bath (GCB (Mil)) erhoben. Bei Ausbruch des Ersten Weltkrieges am 28. Juni 1914 bestand die Hauptaufgabe von Meux darin, die Transporte zu verteidigen, die das britische Expeditionskorps BEF (British Expeditionary Force) in Frankreich über die Hauptverbindungslinie der Armee von Southampton nach Le Havre brachten, was mit vollem Erfolg gelang. Darüber hinaus organisierte Meux auf eigene Initiative einen lebensrettenden Patrouillendienst von Yachten und anderen kleinen Booten, die unter einer blauen Flagge mit einem roten Kreuz am Hauptmast segelten. Am 5. März 1915 wurde er zum Admiral of the Fleet befördert, ein Dienstgrad, der üblicherweise nur den Ersten Seelords verliehen wurde.

### Unterhausabgeordneter und Pferdezüchter
Kurz bevor Sir Hedworth Meux im März 1916 sein Kommando aufgegeben hatte und aus dem aktiven Militärdienst ausgeschieden war, wurde er überredet, als Abgeordneter der Conservative Party für den Wahlkreis Portsmouth Mitglied des Unterhauses (House of Commons) zu werden. Grund für die Nachwahl (By-election) am 15. Januar 1916 war, dass der bisherige Wahlkreisinhaber, sein alter Verbündeter im Streit mit Admiral Sir John Fisher, Lord Charles Beresford, zum erblichen Baron Beresford erhoben wurde und dadurch ins House of Lords wechselte.
Er wurde ohne Gegenkandidat Mitglied des Unterhauses. Er war im Unterhaus beliebt und sprach mehrmals energisch über Marinethemen. Aber er interessierte sich nicht wirklich für die parlamentarische Arbeit und verzichtete nach der Auflösung des Wahlkreises bei den Unterhauswahlen am 14. Dezember 1918 auf eine erneute Kandidatur.
Meux war nun frei, sich dem Pferderennen zu widmen, seit seiner Jugend sein größtes Interesse außerhalb der Marine. Er hatte 1882 mit der Zucht von englischen Vollblutpferden begonnen und einige gute Pferde von Tom Green im Stapleton Park, Pontefract, trainieren lassen. Er gewann 1895 mit Ruy Lopez den Grand Military Gold Cup und wurde 1906 in den Jockey Club gewählt, in England die letzte Instanz für alle Fragen im Galopprennsport. Als er Theobald’s Park erbte, wo Lady Meux einen Rennstall hatte, züchtete er dort seine eigenen Pferde und gewann mit ihnen die Hardwicke Stakes dreimal auf der Rennbahn Ascot, das November Handicap in Manchester, den Liverpool Cup, den Chester Cup und viele andere Rennen.
Für Meux, einen Aristokraten sowie Favoriten des Königlichen Hofes und damit einen untypischen Marineoffizier, war der Dienst offenbar eher ein Interesse als ein Beruf. Laut Arthur Marder war er „ein sehr fähiger Seeoffizier ohne großes Verwaltungstalent … aber faul und ziemlich verwöhnt“ (‚a very able sea-officer with no great administrative talent … but lazy and rather spoiled‘).
Er starb am 20. September 1929 in Danebury, einem Anwesen, das er in der Nähe von Stockbridge, Hampshire, gekauft hatte. Sein Testament wurde mit 910.465 £ brutto nachgewiesen, was einem Nettovermögen von 734.265 £ entsprach. Aus seiner Ehe mit Mildred Cecilia Harriet, Lady Meux, gingen keine Kinder hervor. Das Vermögen erbte, nach dem Tod seiner Witwe, deren Enkel Sir Ian Hedworth John Little Gilmour, 3. Baronet (1926–2007), später konservativer Abgeordneter, Kabinettsminister und schließlich Life Peer als Baron Gilmour of Craigmillar.